# بارنت برايري (إلينوي)
بارنت برايري (بالإنجليزية: Burnt Prairie)‏ هي منطقة سكنية تقع في الولايات المتحدة في إلينوي. يقدر عدد سكانها بـ 58 نسمة .

## الموقع الجغرافي
الموقع الجغرافي للمناطق المحيطة بهذه النقطة هو كالتالي:

## أعلام
- غلين مارتن